# Избори за Европски парламент 2014. (Хрватска)
Избори за Европски парламент су одржани 25. маја 2014. за избор 11 хрватских посланика у Европском парламенту. Изборе је победила опозициона коалција окупљена око Хрватске демократске заједнице.

## Резултати
| ← 2013 • 2014 • 2019 →          | |                                               |           |        |       |         |     |
| Странка                         | Странка | Европска група                                | Гласови   | %      | +/–   | Мандати | +/– |
|                                 | ХДЗ-ХСС-ХСП АС-БУЗ - Хрватска демократска заједница - Хрватска сељачка странка - Хрватска странка права др Анте Старчевић - Блок пензионери заједно                                                          | - ЕПП - ЕПП - ЕКР - Несврстани                | 381.844   | 41,42  | +8,56 | 6 4 1 0 | =   |
|                                 | Кукурику коалиција - Социјалдемократска партија Хрватске - Хрватска народна странка - либерални демократи - Истарски демократски сабор - Хрватска странка пензионера - Самостална демократска српска странка | - С&Д - АЛДЕ - АЛДЕ - Несврстани - Несврстани | 275.904   | 29,93  | -2,14 | 4 2 1 0 | -1  |
|                                 | Одрживи развој Хрватске | Г — ЕФА                                       | 86.806    | 9,42   | —     | 1       | +1  |
|                                 | Савез за Хрватску - Хрватски демократски савез Славоније и Барање - Хрватска странка права - Хрватски раст - Хрватска зора                                                                                   | Несврстани                                    | 63.437    | 6,88   | —     | 0       | =   |
|                                 | Хрватски лабуристи — Странка рада | ГУЕ — НГЛ                                     | 31.363    | 3,40   | -2,37 | 0       | -1  |
|                                 | Партнерство хрватског центра - Национални форум - Хрватска социјално-либерална странка - Приморско-горански савез - Листа за Ријеку                                                                          | Несврстани                                    | 22.098    | 2,40   | —     | 0       | =   |
|                                 | Остали | Остали                                        | 60.452    | 6,55   | —     | 0       | =   |
| Важећи гласови                  | Важећи гласови | Важећи гласови                                | 921.904   | 96,94  |       |         |     |
| Бели и неважећи гласови         | Бели и неважећи гласови | Бели и неважећи гласови                       | 29.076    | 3,06   |       |         |     |
| Укупно                          | Укупно | Укупно                                        | 950.980   | 100,00 | —     | 11      | -1  |
| Регистровани бирачи (излазност) | Регистровани бирачи (излазност) | Регистровани бирачи (излазност)               | 3.767.343 | 25,24  | +4,41 |         |     |
| Извор: ДИП РХ                   | |                                               |           |        |       |         |     |